# ドリエウス
ドリエウス（ギリシャ語: Δωριεύς）は紀元前5世紀のアギス朝のスパルタの王子である。

## 生涯
ドリエウスはスパルタ王アナクサンドリデスとその最初の妻の間に生まれた。アナクサンドリデスとその最初の妻の間には長い間跡継ぎが生まれず、新しい妻を娶るように圧力がかかっていた。しかしアナクサンドリデスはこれを拒否し、代わりに側室をおくこととした（一夫多妻はスパルタの慣習ではないが、出生率を上げるために大目に見られることはあった）。この側室は、直ぐに後のスパルタ王クレオメネス1世となる男子を産んだ。ドリエウスが生まれたのはその直後である。続いて全弟であるレオニダス1世が生まれているが、レオニダスは後年テルモピュライの戦いの英雄となる。もう一人の弟クレオンブロトスは後にスパルタの摂政となっている。アナクサンドリデスが没すると、ドリエウスは王座を求めたが失敗し、長兄であるクレオメネスが王位についた。

### リビュア植民地建設の試み
クレオメネスが王位を継ぐいても、ドリエウスは自身のほうがより有能であると考え、彼の下でスパルタに留まることには耐えられなかった。このため、北アフリカにスパルタの植民都市を建設することを求めた。
紀元前515年、ドリエウスとその同調者はリビュアのトリポリタニアのキニプス川（en）付近に上陸した。ここで彼らは植民都市を建設したが、これは北アフリカにあるギリシア植民都市の中で最も西に位置した。
しかし、西地中海に巨大な海洋権益を持つカルタゴは、自身の影響力がある地域にギリシア人の植民都市が建設されることを好まなかった。3年後、カルタゴは現地のリビュア人と連合して、スパルタ人をアフリカから追い出した。

### シケリア遠征
スパルタに戻ったドリエウスは、シケリア（シチリア）に植民都市を建設するという新しい計画を考えた。ヘロドトスによると、ドリエウスは、シケリアに向かう途中、南イタリアのギリシア植民都市であるシバリス（en）のクロトーン（現在のクロトーネ）占領（紀元前510年）に加わっていたようである。
スパルタ人は、シケリアに上陸するとシケリア西部のエリュクスの近くに、ヘラクレアと呼ばれる植民都市を建設しようとした（南岸のミノア近くとの説もある）。しかしながら、シケリア西部に居住していたカルタゴ人とセゲスタ（現在のセジェスタ）は連合し、ドリエウスとその軍を打ち破った。ドリエウスと指揮官クラスのスパルタ人はほとんどが戦死した。
ヘロドトスは、クレオメネスには子をもうけずに早死にしたため、もしドリエウスがスパルタを離れずにいたらやがてはスパルタ王になれたであろうと述べている。ドリエウスが戦死していたために、弟のレオニダスが王位を継ぎ、ペルシア戦争の英雄となった。

## 参考資料
- Herodotus Histories 5.42–48